# Zimbo

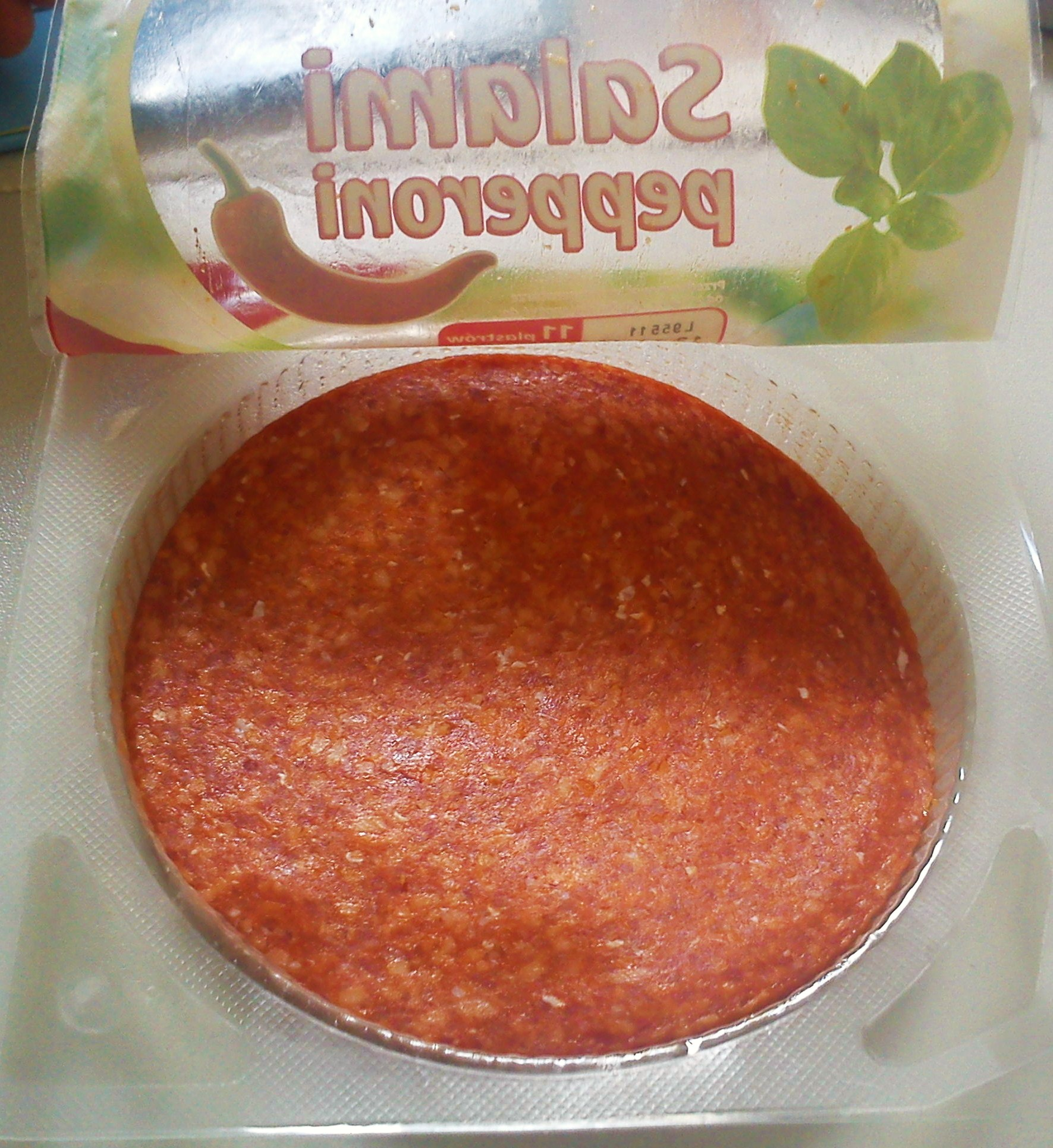
Salami pepperoni produkcji Zimbo (rynek polski)

Zimbo (dokładnie: Zimbo Fleisch- und Wurstwaren GmbH & Co. KG) – jedno z największych niemieckich przedsiębiorstw branży mięsnej, założone w 1953, z siedzibą w Bochum (Nadrenia Północna-Westfalia). Produkuje przede wszystkim wędliny.
Założycielem przedsiębiorstwa był Max Zimmerman, a początkowo funkcjonowało ono w Witten. Obecnie działa w wielu krajach Europy (Polska, Węgry, Czechy, Skandynawia i Szwajcaria). W 2011 zatrudniało około 2000 pracowników.